# Governo Spinelli di Scalea
Il governo Spinelli di Scalea è stato il diciottesimo governo del Regno delle Due Sicilie.

## Composizione
- Cavaliere Federigo del Re: Ministro Segretario di Stato dell'Interno e della Polizia Generale
  - dal 14 luglio: Liborio Romano
- Giacomo de Martino: Ministro Segretario di Stato degli Affari Esteri
- Gregorio Morelli: Ministro Segretario di Stato di Grazia e Giustizia
  - dal 20 luglio: Antonio Maria Lanzilli
- Giovanni Manna: Ministro Segretario di Stato delle Finanze
- Maresciallo di Campo Giosuè Ritucci, Ministro Segretario di Stato della Guerra
  - dal 14 luglio: Maresciallo di Campo Giuseppe Salvatore Pianell
- Vice Ammiraglio Francesco Saverio Garofalo: Ministro Segretario di Stato della Marina
- Marchese Augusto La Greca, Ministro Segretario di Stato dei Lavori Pubblici
- Principe Nicola Caracciolo di Torella, Ministro Segretario di Stato degli Affari Ecclesiastici e della Pubblica Istruzione